# Diodella
Diodella é um género botânico pertencente à família Rubiaceae.